# Ośrodek narciarski

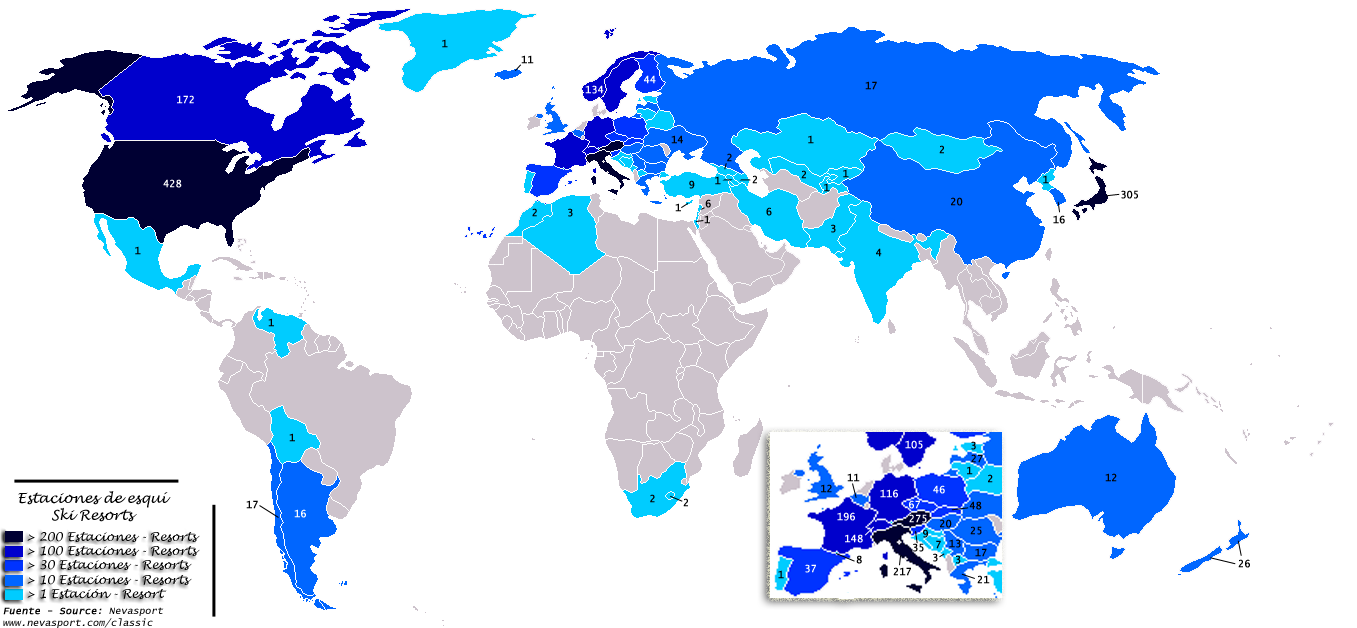
Liczba ośrodków narciarskich w poszczególnych krajach. Dane dotyczące poszczególnych krajów pochodzą z różnych lat. Liczba 46 dotycząca Polski jest nieaktualna: liczba dużych ośrodków narciarskich (dysponujących co najmniej wyciągiem krzesełkowym) w 2015 roku przekroczyła liczbę 70, patrz Lista ośrodków narciarskich w Polsce.

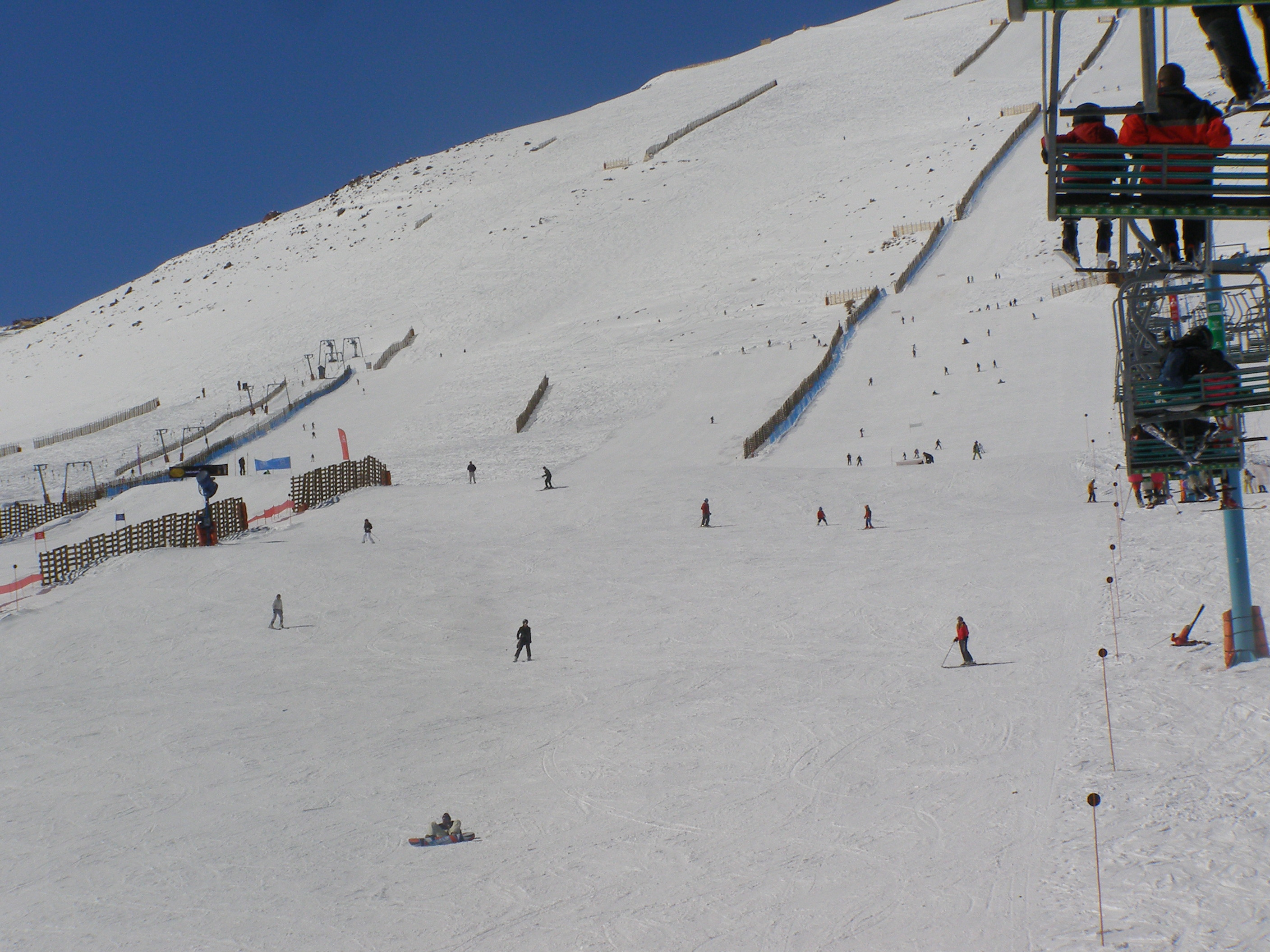
El Colorado, Chile – jeden z ośrodków na południowej półkuli

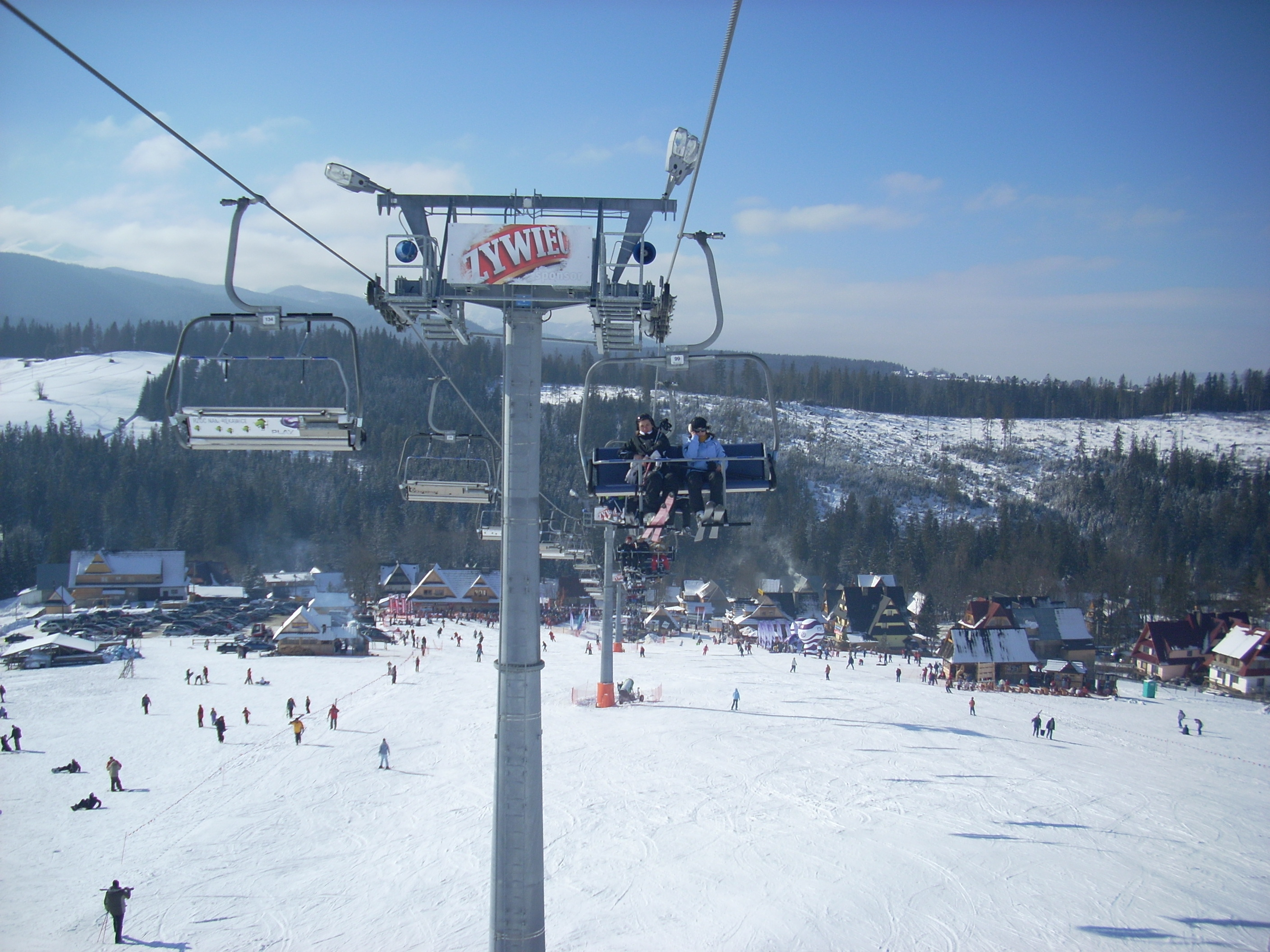
Ośrodek narciarski w Małym Cichem

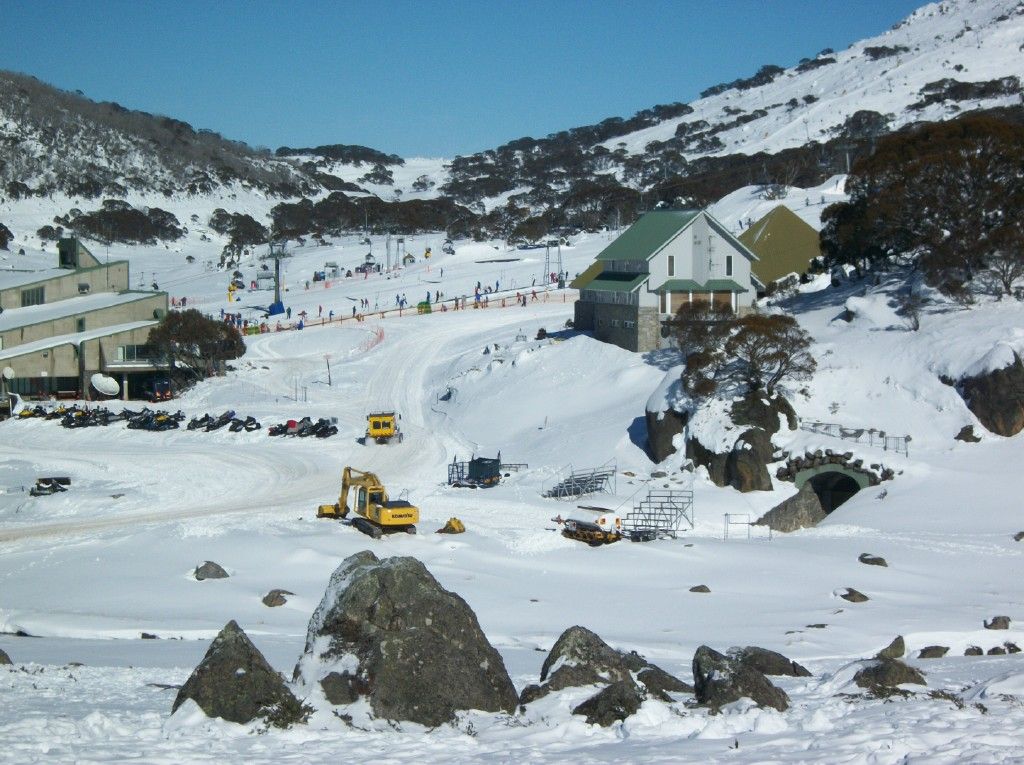
Ośrodek w Perisher, Australia

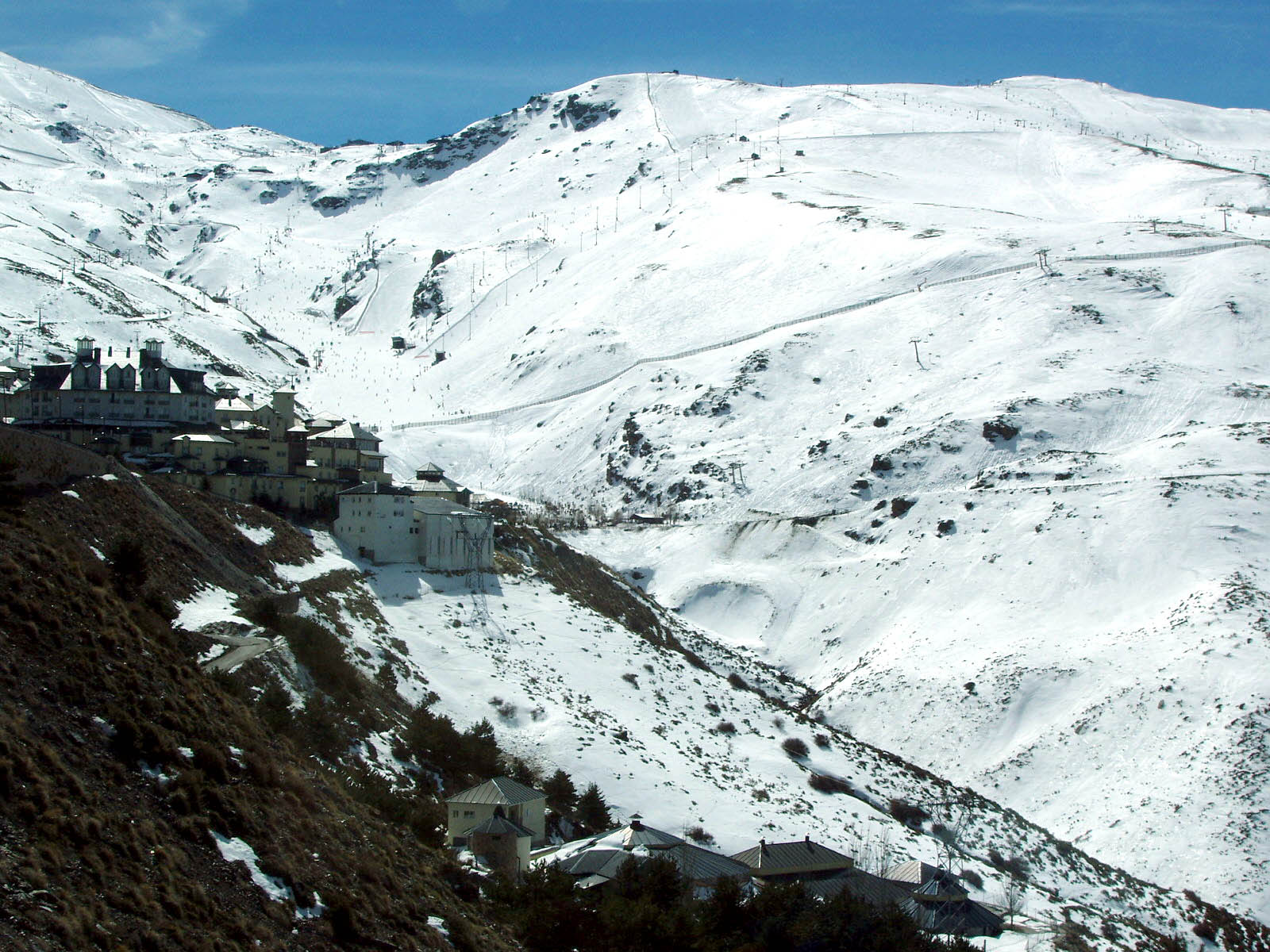
Ośrodek Sierra Nevada koło Grenady, Hiszpania

Ośrodek narciarski – ośrodek, w którym uprawiane jest narciarstwo, snowboarding i inne sporty zimowe, najczęściej w górach, w klimacie sprzyjającym zaleganiu śniegu.

## Nazewnictwo
W języku polskim pojęcie ośrodek narciarski ma podwójne znaczenie: jest używane na określenie miejscowości w górach (kurortu), w której istnieje infrastruktura umożliwiająca uprawianie narciarstwa, snowboardingu i innych sportów zimowych: trasy i wyciągi narciarskie, hotele, restauracje. Ośrodkiem narciarskim nazywana jest również konkretna stacja narciarska: często odosobniony, specjalnie wybudowany kompleks tras i wyciągów narciarskich, którym towarzyszą wypożyczalnie sprzętu, szkoły nauki jazdy na nartach lub snowboardzie, a często również hotele i inna infrastruktura. W Europie przez ośrodek narciarski najczęściej rozumie się wieś lub miasteczko, w pobliżu którego znajduje się jedna lub wiele stacji narciarskich. W Stanach Zjednoczonych, gdzie często tereny narciarskie są oddalone od miejsc zamieszkania, ośrodek narciarski (ski resort) i stacja narciarska (ski station) są synonimami.

## Charakterystyka

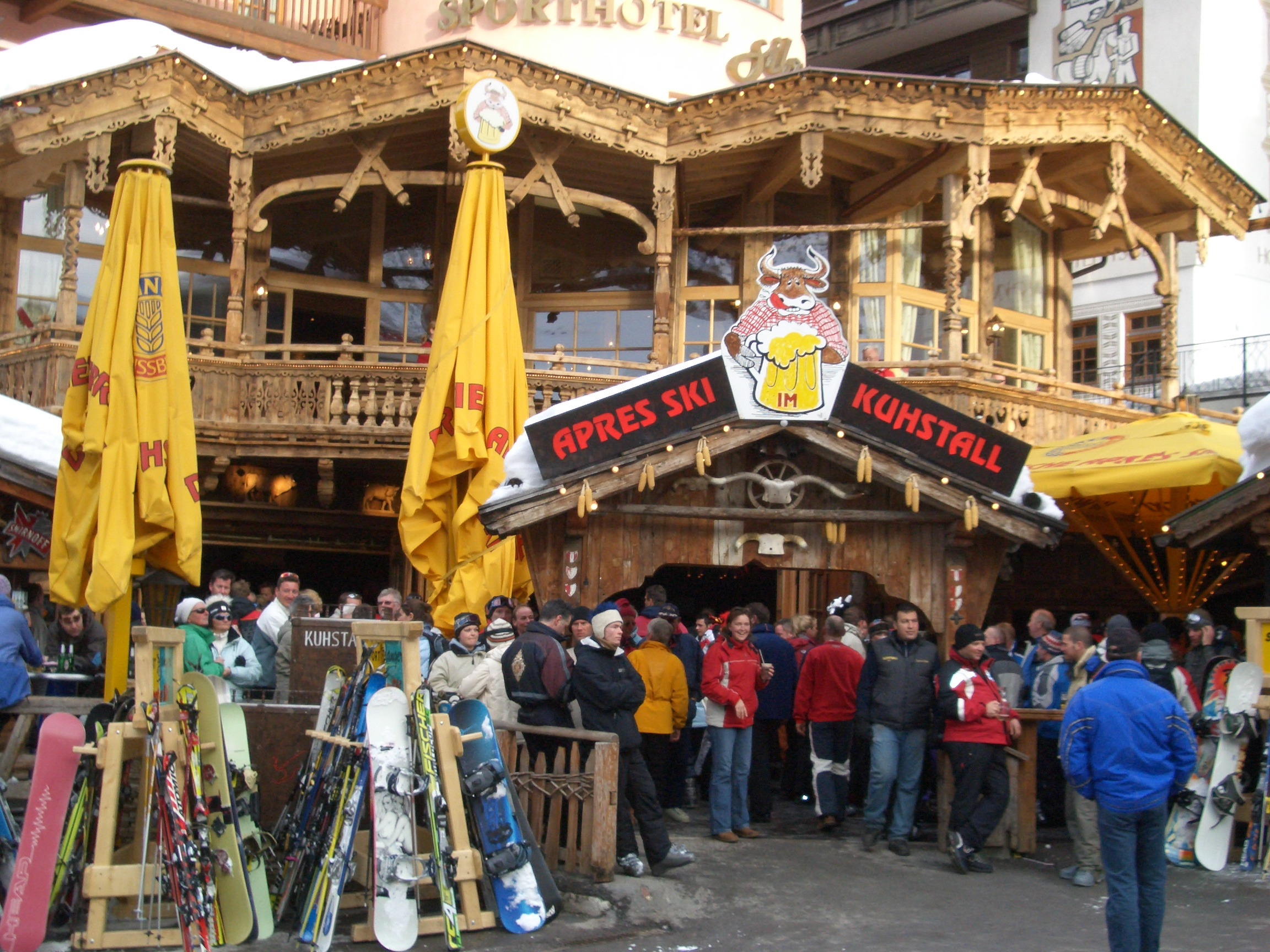
Après-ski bar Kuhstall – najpopularniejsze tego typu miejsce w Ischgl

Największe ośrodki na świecie dysponują setkami kilometrów tras zjazdowych o zróżnicowanym stopniu trudności oraz wieloma wyciągami narciarskimi. Np. największy na świecie ośrodek narciarski, Trzy Doliny we Francji, dysponuje 335 trasami narciarskimi o łącznej długości ponad 600 km oraz 183 wyciągami będącymi w stanie przetransportować ponad ćwierć miliona ludzi w ciągu godziny. Najmniejsze lokalne ośrodki to zbocze góry i jeden wyciąg orczykowy lub wyrwirączka. W Polsce jest około 200 ośrodków narciarskich, wśród których prawie 60 ma przynajmniej 1 wyciąg krzesełkowy, kolej gondolową, kolej linową lub kolej linowo-terenową.

## Model ekonomiczny

### Usługi
Ośrodek narciarski powstaje w wyniku maksymalizacji (i koncentracji) usług związanych ze sportami zimowymi, polegających na udostępnianiu przyjezdnym tras i wyciągów narciarskich oraz całej infrastruktury towarzyszącej (hotele, restauracje, infrastruktura komunikacyjna). Ponieważ narciarze przyjeżdżają najczęściej grupami, udostępniane są im również usługi uatrakcyjniające pobyt poza trasami narciarskimi, w tym:
- tzw. Après-ski: zwyczaj wieczornych spacerów po kurortach narciarskich. Spacery te kończą się w lokalnych barach i klubach i często związane są z przeróżnymi imprezami, przeznaczonymi dla klientów o różnej zasobności portfeli (od barów i winiarni po dyskoteki, kasyna i dansingi)
- infrastruktura ułatwiająca spędzanie czasu rodzinom z dziećmi, od oślich łączek przez place zabaw po usługi związane z opieką nad dziećmi, w czasie, gdy rodzice szusują
- inne urządzenia zajęć kulturalno-rekreacyjnych, związane z:
  - kulturą: kina, teatry, kabarety, występy znanych artystów
  - wodą: sauny, baseny, kompleksy rekreacyjno-rozrywkowe związane z wodami termalnymi, ośrodki hydroterapii (spa)
  - rekreacją zimową: jazda na skuterach śnieżnych, sankach i saniach w zaprzęgach psich lub konnych, lodowiska
  - inne, np. kręgielnie.

### Skipassy
Aby ułatwić narciarzom i snowboardzistom korzystanie ze wszystkich usług, wielu operatorów stacji narciarskich i innych urządzeń, podpisuje umowy umożliwiające użytkownikom korzystanie z wielu elementów infrastruktury na podstawie raz zakupionego karnetu, tzw. skipassu. Karnet taki umożliwia korzystanie często ze wszystkich tras i wyciągów narciarskich, busów dowożących do wyciągów i hoteli, a także daje zniżki w innych lokalach. Skipassy identyfikują i pozwalają na rejestrację użytkownika na wszystkich bramkach, co pozwala mu później na odtworzenie „swoich tras” na stronie internetowej ośrodka.

### Typy ośrodków narciarskich
W Europie rozróżniane są 2 rodzaje ośrodków narciarskich: germańskie i łacińskie. Model germański (spotykany w Niemczech, niemieckojęzycznej Szwajcarii, Austrii) polega na tym, że ośrodek narciarski jest turystyczno-narciarskim dodatkiem do małej miejscowości, przeważnie o rolniczym charakterze. Najczęściej taki ośrodek jest rozwijany i kontrolowany przez lokalnych właścicieli. Model łaciński polega na budowie – często od zera – dużych kompleksów nie związanych organicznie z sąsiadującymi miejscowościami, ośrodki te często budowane są przez inwestorów niezwiązanych z lokalnym środowiskiem.

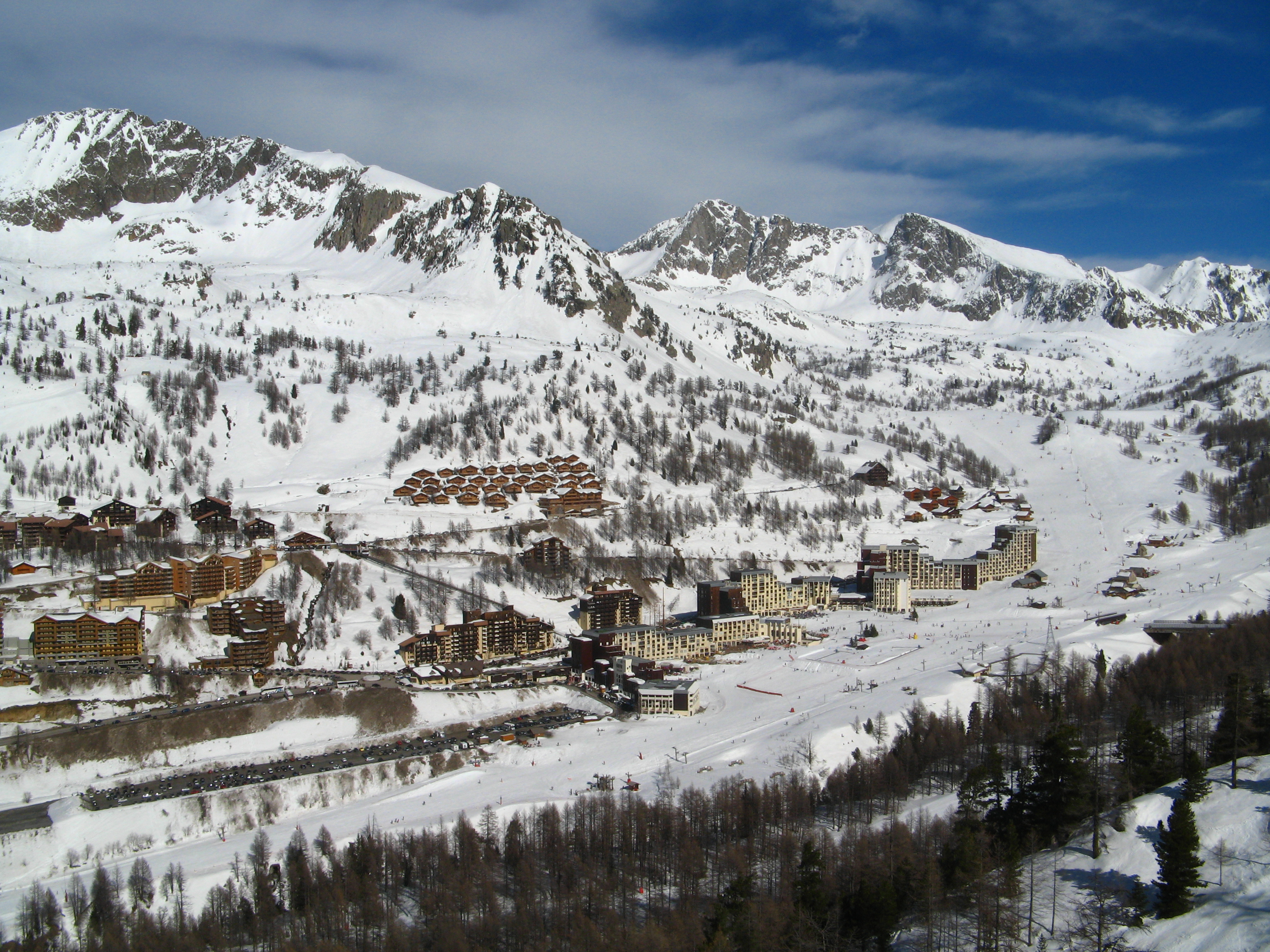
Ośrodek narciarski Isola 2000 we Francji

### Ewolucja ośrodków narciarskich
- pierwsza generacja: pierwsze ośrodki narciarskie istniejące w danym regionie (w pierwszej połowie XX wieku) były budowane wokół istniejących miejscowości. Typowym przykładem ośrodka narciarskiego tej generacji jest Zakopane
- druga generacja ośrodków to ośrodki budowane w Alpach od zera: np. Courchevel, L’Alpe d’Huez lub Les Deux Alpes
- trzecia generacja to „przemysłowe” rozwinięcie drugiej generacji (Isola 2000, Le Corbier, Les Menuires): często jest to kompleks narciarski w postaci amfiteatru, u którego stóp znajduje się cała infrastruktura hotelowo-parkingowa
- czwarta generacja to ośrodki budowane od zera, ale odzwierciedlające kameralną atmosferę ośrodków pierwszej generacji, zintegrowane z otoczeniem i sprowadzone do ludzkich wymiarów.

### Pozostałe wyposażenie
Poza wyżej wymienionym wyposażeniem ośrodków narciarskich, w związku z subiektywnie postrzeganą stosunkowo wysoką kontuzjogennością tych sportów (choć niższą niż wiele innych sportów, nawet takich, jak kolarstwo, golf, pływanie czy podnoszenie ciężarów), ośrodki narciarskie wyposażone są w infrastrukturę ratunkowo-leczniczą, w tym:
- posterunki ratownicze i zespoły ratownicze (w Polsce są to stacje GOPR i TOPR)
- lądowiska helikopterów ratunkowych
- szpitale, najczęściej o specjalizacji ortopedycznej.

## Zagrożenia

### Zagrożenie ekologiczne
Budowy ogromnych ośrodków narciarskich wzbudzają szereg kontrowersji ekoaktywistów i obrońców przyrody. Głównymi zagrożeniami są:
- budowa wielu dużych struktur
- zaburzenie stosunków wodnych (przez budowę zbiorników wodnych umożliwiających sztuczne naśnieżanie i samo naśnieżanie)
- karczowanie dużych obszarów leśnych
- zanieczyszczenie środowiska (chemikalia używane do przedłużania czasu utrzymywania się śniegu)
- hałas (muzyka na stokach)
- oświetlenie (wiele tras jest otwartych od 8:00 do 20:00 lub 22:00).

Szczególnie budowa ośrodków trzeciej generacji wzbudziła poważne sprzeciwy środowiskowe.

### Globalne ocieplenie
Globalne ocieplenie zaczyna być postrzegane jako poważne zagrożenie dla istnienia ośrodków narciarskich w Europie. W Alpach skutkuje to krótszym sezonem narciarskim oraz przesuwaniem się ośrodków na wyższe wysokości nad poziom morza.

## Ośrodki narciarskie

### Znane stacje narciarskie
Åre – Abetone – Adelboden – L’Alpe d’Huez – Alta Badia – Altenmarkt im Pongau – Anchorage – Aprica – Arosa – Aspen – Bad Kleinkirchheim – Bad Wiessee – Bad Gastein – Banff – Bardonecchia – Beaver Creek – Berchtesgaden – Bischofswiesen – Bormio – Borowec – Breckenridge – Bromont – Madonna di Campiglio – Cervinia – Chamonix – Chamrousse – Copper Mountain – Cortina d’Ampezzo – Courchevel – Courmayeur – Crans Montana – Crystal Mountain – Davos – Ebnat-Kappel – Engelberg – Flachau – Flühli – Franconia – Fulpmes – Furano – Gällivare – Garibaldi – Garmisch-Partenkirchen – Geilo – Grenoble – Grindelwald – Hafjell – Happo One – Haus – Haute Nendaz – Heavenly Valley – Hemsedal – Hindelang – Hinterstoder – Innsbruck – Jackson Hole – Jasná – Kirchberg – Kitzbühel – Klövsjö – Kranjska Gora – Kvitfjell – La Mongie – Laax – Lagalb – Lake Louise – Lake Placid – Las Leñas – Lech – Lenggries – Lenzerheide – Les Arcs – Les Contamines – Les Diablerets – Les Gets – Les Menuires – Levi – Lienz – Limone Piemonte – Loèche-les-Bains – Mammoth Mountain – Maribor – Markstein – Megève – Meiringen – Mellau – Méribel – Mont-Sainte-Anne – Monte Bondone – Montgenèvre – Morioka Shizukuishi – Morzine-Avoriaz – Mount Hutt – Mürren – Naeba – Nakiska – Narwik – Oberstaufen – Ofterschwang – Oppdal – Oslo – Oszczadnica – Panorama – Park City – Parpan – Pfronten – Piancavallo – Pila – Portillo – Pra Loup – Puy-Saint-Vincent – Rossland – Saalbach – Saas-Fee – Sälen – San Sicario – Sankt Anton – Santa Caterina – Sapporo – Sarajewo – Savognin – Schladming – Schruns – Schwarzenberg – Semmering – Serre Chevalier – Sestriere – Shiga Kōgen – Sierra Nevada – Sölden – Squaw Valley – Saint-Gervais-les-Bains – St. Moritz – Snowbasin – Steamboat Springs – Steinach – Stoneham – Stranda – Stratton Mountain – Sugarloaf – Sun Valley – Sundsvall – Sunshine – Szpindlerowy Młyn – Tarnaby – Thredbo – Tignes – Todtnau – Vail – Val d’Isère – Val Gardena – Val Thorens – Val Zoldana – Valloire – Vancouver – Vemdalen – Verbier – Veysonnaz – Via Lattea – Villars – Vipiteno – Voss – Wangs – Waterville Valley – Wengen – Whistler Mountain – Wysokie Tatry – Yongpyong – Zakopane – Zell am See – Zinal – Zwiesel – Zagrzeb

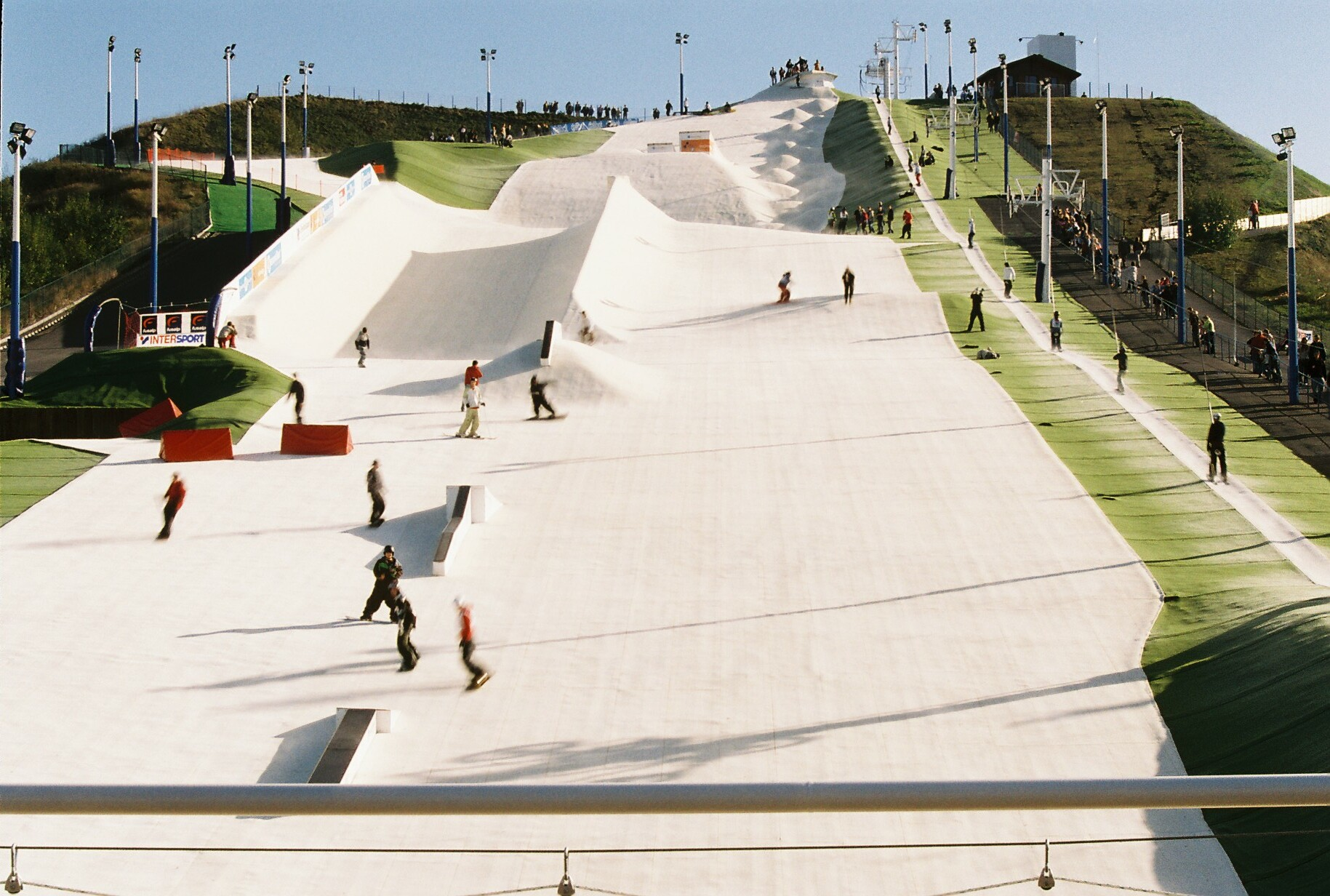
Całoroczny ośrodek narciarski w Noeux-les-Mine

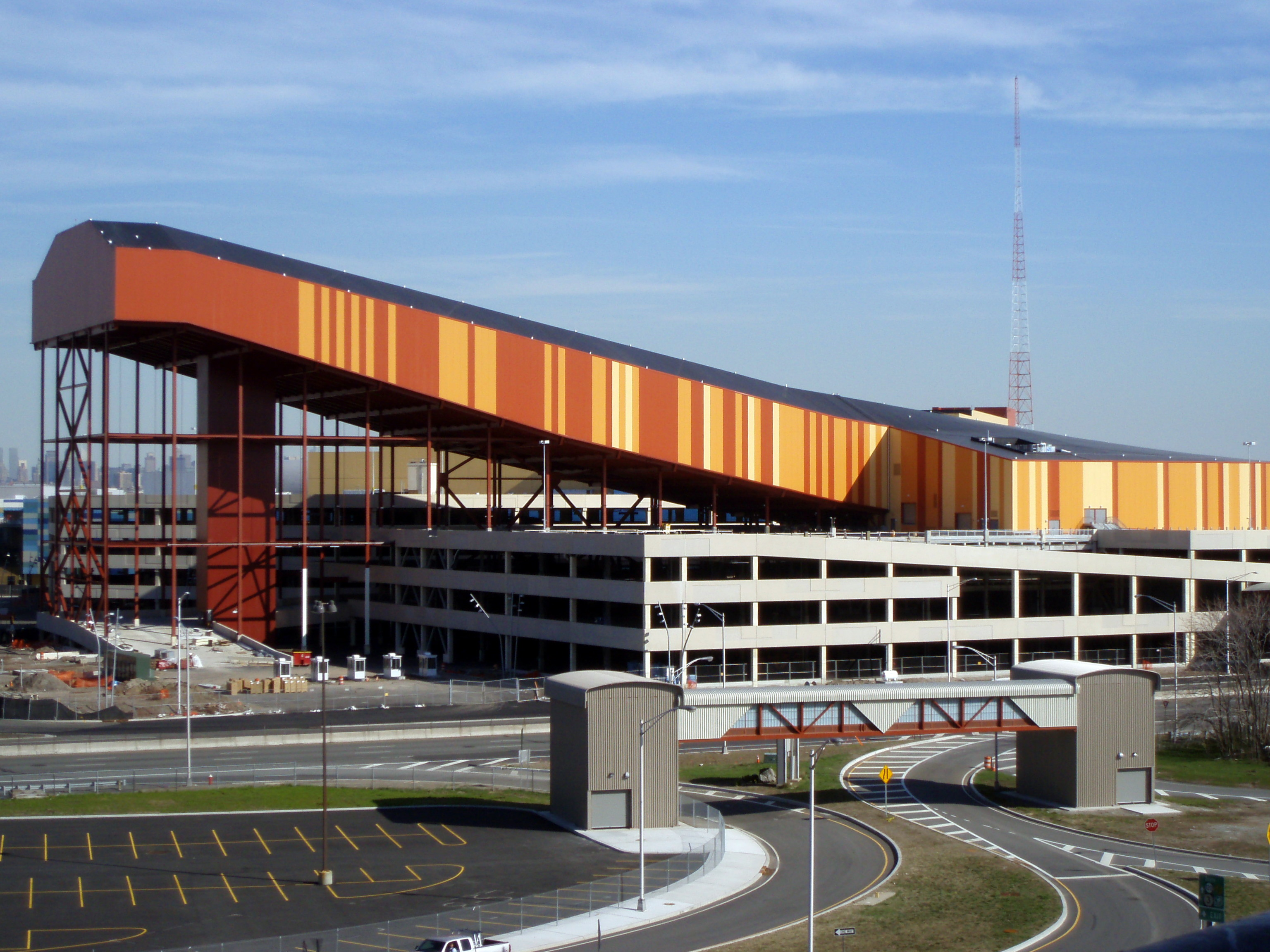
Kryty ośrodek narciarski Xanadu Meadowlands Indoor Ski Slope

### Ośrodki narciarskie w Polsce
.

### Nietypowe ośrodki narciarskie
Na terenach, gdzie temperatura nie spada poniżej 0 °C, budowane są ostatnio ośrodki narciarskie wyposażone w sztuczne nawierzchnie umożliwiające jazdę na nartach w temperaturach dodatnich lub kryte ośrodki, w których temperatura jest sztucznie obniżana do temperatury poniżej 0 °C.
Powstało już kilkadziesiąt krytych ośrodków narciarskich.